# Neobrillia longistyla
Neobrillia longistyla är en tvåvingeart som beskrevs av Kawai 1991. Neobrillia longistyla ingår i släktet Neobrillia och familjen fjädermyggor. Inga underarter finns listade i Catalogue of Life.